# Larinia bharatae
Larinia bharatae – gatunek pająka z rodziny krzyżakowatych.
Gatunek ten opisany został po raz pierwszy w 2001 roku przez Ritę Bhandari i Pawana U. Gajbe na łamach „Records of the Zoological Survey of India”. Jako miejsce typowe wskazano Barelę w Jabalpurze w Indiach. 
Pająk ten osiąga 7,2 mm długości ciała przy karapaksie długości 2,8 mm i szerokości 1,9 mm oraz opistosomie (odwłoku) długości 4,7 mm i szerokości 1,8 mm. Karapaks jest żółtawy z czarniawą podłużną łatą śródgrzbietową, ku przodowi zwężony, zaopatrzony w ośmioro oczu rozmieszczonych w dwóch szeregach. Oczy pary przednio-bocznej leżą znacznie bardziej z tyłu niż przednio-środkowej, a tylno-bocznej nieco bardziej z tyłu niż tylno-środkowej. Przysadziste szczękoczułki oraz dłuższe niż szersze szczęki mają żółtawe zabarwienie. Tak długa jak szeroka warga dolna jest brązowawa. Sternum jest bladożółte, podługowato-sercowate z szpiczastym tyłem. Odnóża są żółtawe z czarniawym nakrapianiem. Opistosoma sterczy ku przodowi ponad karapaksem. Jej wierzch jest brązowawe z czarniawą łatą wzdłuż środka grzbietu, spód zaś bladożółty.
Pajęczak orientalny, endemiczny dla Indii, znany tylko ze stanu Madhya Pradesh.